# Siebe Torensma

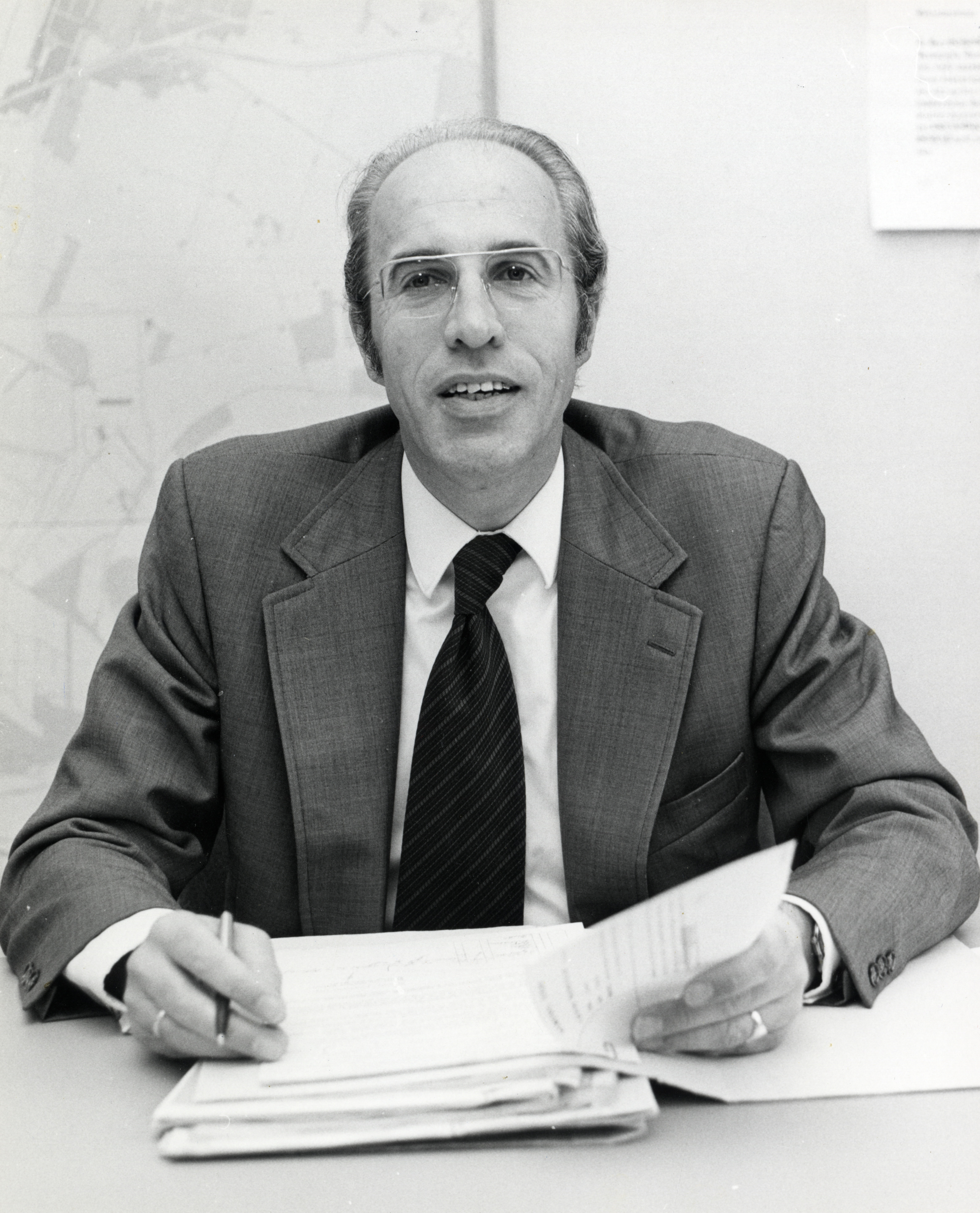
Wethouder S. Torensma (1975)

Siebe/Sybe Torensma (Grootegast, 10 september 1926 – Dronten, 28 oktober 2016) was een Nederlands politicus van de VVD.
Zijn vader Dirk Torensma was ambtenaar bij de gemeentesecretarie van Grootegast voor hij in 1935 burgemeester van Ezinge werd en is later ook burgemeester van Menaldumadeel geweest. Siebe Torensma is afgestudeerd in de rechten aan de Rijksuniversiteit Groningen. Bij de Jaarbeurs in Utrecht was hij directiesecretaris voor hij daar vanaf midden 1969 bijna 5 jaar directeur algemene organisatie was. Daarnaast was hij actief in de lokale politiek. Zo was hij van 1970 tot 1982 lid van de gemeenteraad van Utrecht en hij is daar van 1974 tot 1978 wethouder geweest. In mei 1982 werd Torensma de burgemeester van Marum wat hij tot zijn pensionering in oktober 1991 zou blijven. Hij overleed eind 2016 op 90-jarige leeftijd.